# Витория (Бразилия)
Вито́рия, Виктория (порт. Vitória — победа) — город в Бразилии, столица штата Эспириту-Санту. Население 317 тыс. жителей (2006).
Основан 8 сентября 1551 года. Город получил название в честь победы португальских войск под командованием Вашку Фернандеш Коутинью (порт. Vasco Fernandes Coutinho) над индейцами. 24 февраля 1823 года получил официальный статус города (порт. cidade).
Морской порт Витория — один из важнейших в стране, расположен в основном на острове в заливе Витория, через который построен Третий мост, соединяющий Виторию с городом Вила-Велья.

## Транспорт
В 10 километрах от центра города расположен международный аэропорт Эурику ди Ажияр Саллес.

## Города-побратимы
- Кашкайш, Португалия
- Оита, Япония
- Гавана, Куба
- Мантуя, Италия
- Дармштадт, Германия
- Дюнкерк, Франция
- Чжухай, Китай
- Яньтай, Китай
- Витория, Испания
- Майами, США